# Jozef Dumoulin
Pour les articles homonymes, voir Dumoulin.
Jozef Dumoulin est un claviériste de jazz belge né en 1975 à Izegem dans la commune de Ingelmunster, en Flandre-Occidentale (Belgique).

## Biographie
Jozef Dumoulin est le huitième d'une famille catholique de douze enfants. Dès l'âge de 10 ans, il joue du piano, de l'orgue électrique, de la trompette, de l'euphonium, un peu de percussions et connait l'harmonie. Il découvre le jazz seul à seize ans en empruntant des albums au hasard dans les médiathèques.
Après deux ans d'études de psychologie à la Katholieke Universiteit Leuven (KUL), il entre au Conservatoire de Bruxelles. Il y a pour professeurs Diederik Wissels et Nathalie Loriers. Puis il obtient une bourse pour étudier deux ans à Cologne à l'École supérieure de musique et de danse avec John Taylor.
Depuis 2000, il joue sur un Fender Rhodes auquel il mêle l'électronique. En 2001 il enregistre son premier album, Éclipse, aux côtés de la chanteuse Barbara Wiernik chez Mongo.
À partir de 2002 il joue dans de plus en plus de formations : Magic Malik Orchestra, Reggie Washington Trio Tree, Erwin Vann Quartet, Octurn, Dré Pallemaerts, Othin Spake, Benzine, Narcissus Quartet, Maak's Spirit, etc..
En 2006 il déménage à Paris pour rejoindre des musiciens avec lesquels il a joué : Magic Malik, Stéphane et Lionel Belmondo, etc. Il s’installe alors à Saint Denis. Il joue sur scène aux côtés de Mark Turner, Bill Carothers, Jaime Torres, Sekouba Traore, Skoota Warner, Hilmar Jensson, Andrew D'Angelo, Rick Margitza, Ellery Eskelin, Joseph Bowie, Ronny Jordan, Robin McKelle, etc. Il enregistre en 2009 l'album  Trees Are Always Right avec son groupe Lidlboj composé de Lynn Cassiers (voix), Bo Van Der Werf (saxophone baryton) et Éric Thielemans (batterie). Cet album obtient la mention Choc du magazine Jazzman, Disque élu par Citizen Jazz, So Jazz par le magazine So Jazz, Disque d'or 2009 par Crisscross, et Recommended CD par All About Jazz. Il sort un second album en octobre 2011, Rainbow Body, sur le label Bee Jazz avec Éric Thielemans à la batterie et Trevor Dunn à la basse.
Jozef Dumoulin a également joué avec le Brussels Jazz Orchestra, Toots Thielemans, Aka Moon, David Linx, Chocolate Genius. Il fait partie du quartet européen de la saxophoniste Alexandra Grimal avec Nelson Veras (g) et Dré Pallemaerts (d).

## Discographie

### En leader
- Jozef Dumoulin, This Body, This Life[5] (solo), 2023, Carton Records
- 2022 : Sibyl Of The Rhine[6]
- 2022 : New Dance Moves[7]
- Jozef Dumoulin Orca Noise Unit, Beginner's Guide To Diving And Flying, 2018, Yolk
- Jozef Dumoulin & The Red Hill Orchestra, Trust, 2014, Yolk
- Jozef Dumoulin, A Fender Rhodes Solo[8], 2014, Bee Jazz
- Jozef Dumoulin, Rainbow Body[9], 2011, Bee Jazz, BEE048[10]
- Jozef Dumoulin, Trees Are Always Right[11], 2009, Bee Jazz, BEE036[10]

### En collaboration
- Benoît Delbecq & Jozef Dumoulin Plug and Pray, Evergreens[12], 2017, DStream
- Haino Dumoulin Verbruggen, The Miracles of Only One Thing, 2016, Sub Rosa
- Barbara Wiernik & Jozef Dumoulin, Éclipse[13], 2001, Mogno Music[10]
- Octurn, 7 Eyes[14], 2009[10]

### En sideman
- 2019 : Peau[15] avec Trojan Panda
- Lilly Joel, What Lies In The Sea, 2015, Sub Rosa
- Magic Malik, Short Cuts, 2011, Bee Jazz[10]
- Narcissus, n°2, 2010, Werf[10]
- Nicolas Kummet Voices, One, 2010, Prova[10]
- Franck Vaillant, Magnetic Benzine, 2010, Melisse[10]
- Print & Friends, Around K, 2009, Kizmiaz Records[10]
- Magic Malik Orchestra, Bingo, 2009, Odduara[10]
- Christophe Wallemme, Start "So Many Ways...", 2008, Bee Jazz[10]
- Othin Spake, Child Of Deception And Skill, 2008, RAT Records[10]
- Maak's Spirit, Stroke, 2008, Nefertiti[10]
- Franck Vaillant & Benzine, Spirea, 2008, Yolk[10]
- Magic Malik Orchestra, Saoule, 2008, Label Bleu[10]
- Magic Malik, Minimo Garay, Jaime Torres, Atliplano, 2008, Accords Croisés[10]
- Octurn / Magic Malik, XPS Live[16], 2007, Octurn[10]
- Dré Pallemaerts, Pan Harmonie, 2007, B Flat[10]
- Pierre Van Dormael / Octurn, North Country Suite, 2007, Werf[10]
- Vansina / Gudmusson / Verbruggen, Tokyo Quantize, 2007, RAT Records[10]
- Maak's Spirit, 5, 2006, Werf[10]
- Othin Spake, The Ankh, 2006, RAT Records[10]
- Octurn, 21 Emanations, 2006, Yolk[10]
- VVG Trio, In Orbit, 2006, RAT Records[10]
- Pieter de Mast, Windstreken, 2006, Orgelpark[10]
- Tamassenko, La Danse des Komnous, 2006, Tomassenko Production[10]
- Traveling Light Piano Trio, Terra Firma, 2005, Trytone[10]
- Erwin Vann, Let's Called Ed, 2005, Homplayer[10]
- Marco Locurcio, Jama, 2003, Lyrae Records[10]
- Zapp String Quartet, Chamber Grooves, 2003, Trytone[10]
- Bhedam, Rickshaw Case, 2002, Trytone[10]
- Erick de Armas, Alivio Y Recuerdo, 2002, Iris Musics[10]
- Mattis, Heap Of Comfort, 2002, Lyrae Records[10]
- Fabien Degryse, Jazz, 2001, AZ Production[10]
- Marco Locurcio, Giulia Is Asleep, 2001, Lyrae Records[10]